# Chastyn Dschamgan
Chastyn Dschamgan (mongolisch Хастын Жамган, englisch Khastyn Jamgan, wiss. Transliteration Chastyn Žamgan; * 15. Oktober 1950) ist ein ehemaliger mongolischer Boxer.

## Sport
Chastyn Dschamgan trat bei den Olympischen Sommerspielen 1980 in Moskau an. Im Halbweltergewichtsturnier schied er, nach einem Freilos in der ersten Runde, in seinem Zweitrundenkampf gegen William Lyimo aus Tansania aus. Bei den Asienspielen 1978 in Bangkok gewann er die Bronzemedaille.